# 高雄農場
22°49′56.6″N 120°31′49.8″E / 22.832389°N 120.530500°E
高雄農場隸屬於中華民國國軍退除役官兵輔導委員會彰化農場下所設之高雄場區，經營旅宿觀光休閒業，對外營運公示名稱為「高雄農場」，為輔導中華民國國軍退除役官兵就養就業之政府預算機構。場域面積8.4公頃，座落於高雄市美濃區及屏東縣里港鄉交界處。

## 沿革
- 1955年3月20日成立「高雄大同農場」，場部設於高雄市楠梓區。[1]。
- 1956年9月1日委請臺灣省合作事業管理處代管，改稱「臺灣省高雄大同合作農場」。
- 1957年8月更名為「高雄大同合作農場」，隸屬臺灣省政府。
- 1961年12月1日成立「吉洋分場」，提供安置墾員、滇緬榮民及大陳義胞從農就業。
- 1962年7月1日再度更名為「高雄合作農場」，回歸輔導會。
- 1969年11月刪除「合作」二字，始正名為「高雄農場」。1981年4月將場部遷至吉洋分場（高雄場區現址）。
- 1998年7月配合組織變革，高雄農場裁併為「屏東農場高雄分場」，同時將原有辦公廳舍進行整建，改善場區景觀為遊憩場所，於2000年6月開始對外營運。
- 2004年間委由民間經營，至2007年5月15日廠商退場收回整建後自營迄今。
- 2009年8月8日莫拉克風災造成臺灣南部嚴重災情，當時農場肩負安置災民使命，於2009年8月至2010年10月間安置高雄市那瑪夏區民生國民小學師生。
- 2014年再次組織變革，屏東農場併入彰化農場轄下，遂改名為「彰化農場屏東分場高雄場區」，惟對外營運名稱仍使用「高雄農場」。
- 2023年1月委外營運由「宜諾科技有限公司」得標，並更名為「同學農場」。

## 成立與轉型
高雄農場成立之初，以安置退除役官兵及滇緬邊區歸國義胞從事農墾工作為主要目的，1961年12月16日安置677名義胞於吉洋分場，其中位於屏東縣里港鄉的信國一村與定遠三村合組「信國社區」；位於高雄縣美濃鎮的精忠二村與成功社區合組「精功社區」。
1995年農場輔導榮民業務告一段落，為求農場永續經營而轉型發展休閒農業。初期經營住宿及餐飲業務，1997年後並增闢農業教學導覽項目。

## 設施配置現況
- 住宿區：共39間房150床位。
- 餐廳：可容納150人。
- 交誼廳：可容納150~200人。
- 遊憩設施：中央草原、親水廣場、蝴蝶園、兒童遊戲區、可愛動物區、露營烤肉區、漆彈練習場等。

## 遊憩資訊
- 位於高雄市美濃區吉洋里外六寮500號，由國道10號東向「里港交流道」下匝道，僅約需10分鐘即可到達場區，交通十分便利。
- 場區提供旅遊各式客房住宿(39間間、150床)，遊憩面積達8.4公頃[4]，露營烤肉場地、研習交誼廳(可容納250人)、美濃客家及滇緬雲南美食餐廳等服務，非常適合辦理團體及家庭旅遊聯誼活動。場內更備有蝴蝶園、可愛動物區、親水遊戲區、漆彈射擊練習場，以及洗愛玉、擂茶、搗麻糬、彩繪紙傘等多項DIY休閒體驗。是個讓孩子可以玩、跑、騎腳踏車、認識生態的地方[5]。
- 周邊觀光景點：美濃客家文化大鎮、旗山老街、茂林國家風景區、佛光山佛教聖地、義大遊樂世界、原住民族文化園區、六堆客家文物園區等。

## 腳注
1. ↑  沈素美、楊雯惠、葛得生等22位編著，《輔導會真情故事—農林機構篇》(ISBN 9789860118575)，頁280。
2. ↑  沈素美、楊雯惠、葛得生等22位編著，《輔導會真情故事—農林機構篇》(ISBN 9789860118575)，頁282。
3. ↑  沈素美、楊雯惠、葛得生等22位編著，《輔導會真情故事—農林機構篇》(ISBN 9789860118575)，頁283。
4. ↑  .   [2017-11-05]. （原始内容存档于2017-10-09）.
5. ↑  .   [2017-11-05]. （原始内容存档于2017-04-01）.

## 外部連結
- 高雄農場官方網站 （页面存档备份，存于）（中文）
- https://www.facebook.com/profile.php?id=100057638851283%7C高雄農場粉絲團}}
- 2017高雄休閒農場~
- 高雄農場 介紹
- 高雄農場
- 高雄農場-1
- 高雄農場-2